# Верховина
Верхови́на (укр. Верхови́на) — народное название высокогорной зоны в пределах Украинских Карпат.
Этот регион представляет собой водораздельную область Украинских (Лесистых) Карпат в верховьях рек Стрый, Днестр, и Уж с Латорицей. Малолесистая (полонины), с невысокими удобными перевалами (Ужоцкий, Верецкий и другие).
В русском и украинском языке словом «верховина» называют верхнюю часть чего-либо (гор, деревьев и прочего), а также высокогорные местности Украинских Карпат. Оно встречается в названиях других географических областей — например, Стрийско-Санская Верховина и Воловецкая верховина.